# Secuestro de Joshua Boyle y Caitlan Coleman
En octubre de 2012, el matrimonio formado por el canadiense Joshua Boyle y la estadounidense Caitlan Coleman fueron secuestrados en la provincia de Ghazni en Afganistán durante un viaje por Asia Central. Estuvieron retenidos por la red Haqqani hasta octubre de 2017, cuando fueron rescatados por las fuerzas paquistaníes de la Agencia Kurram. Durante su cautiverio, Coleman dio a luz tres hijos.

## Fondo
Joshua Boyle nació en Breslau, Ontario, hijo de Linda y Patrick J. Boyle. Asistió al Rockway Mennonite Collegiate en Kitchener, Ontario, y se graduó de la Universidad de Waterloo en 2005. Después de los ataques del 11-S, Boyle se interesó por los derechos humanos y el caso de Omar Khadr, un canadiense de origen egipcio-palestino detenido en el Centro de detención de Guantánamo. Boyle creía que Khadr era inocente y pasó varios años actuando como portavoz de la familia Khadr. A través de su trabajo con Khadr, Boyle conoció y finalmente se casó con la hermana de Omar, Zaynab, en 2009,  pero se divorciaron en 2010. 
Caitlan Coleman nació en Stewartstown, Pensilvania. 
Boyle y Coleman se conocieron por internet ya que ambos eran fanes de la franquicia Star Wars, y se casaron en 2011. Después de su matrimonio, se fueron de luna de miel por América Central antes de mudarse a Perth-Andover, Nuevo Brunswick, donde Boyle trabajó como empleado municipal. En julio de 2012, los dos comenzaron un viaje por Rusia y Asia Central, con la intención de viajar a través de los "estados seguros". Por razones desconocidas, la pareja cruzó a Afganistán en octubre; Boyle declaró que fue para ayudar a los "pueblerinos comunes", mientras que otros relatos indican una decisión más espontánea.

## Secuestro
El 8 de octubre de 2012, Boyle envió un correo electrónico a sus padres diciendo que él y Coleman estaban en una parte "insegura" de Afganistán. Poco después, la pareja fue capturada por miembros de la red Haqqani. Coleman estaba embarazada de seis meses en el momento de su captura. El primer video de rescate de la pareja se publicó a principios de 2013. La red Haqqani exigía la liberación de presos a cambio de la liberación de Boyle y Coleman. También reveló que Coleman había dado a luz a su hijo, un niño. 
En el transcurso de su cautiverio de cinco años, Coleman dio a luz a una niña y a un segundo niño, y sufrió un aborto espontáneo de una segunda niña. Coleman y Boyle afirman que el aborto involuntario fue causado intencionadamente por sus captores suministrándole un químico en la comida, pero los talibanes afirmaron que ocurrió de forma natural. Los dos serían separados y golpeados regularmente, y Coleman afirmó que fue violada. También acusó a Boyle de crueldad diciendo que "era como mis captores". La familia  fue transportada regularmente entre Afganistán y Pakistán para dificultar su ubicación.

## Rescate
En septiembre de 2017, la inteligencia de los Estados Unidos recibió información de que un vehículo que se creía que transportaba a Caitlan Coleman y sus hijos viajaba a Pakistán desde Afganistán. El Sexto Equipo SEAL tenía la tarea de preparar una extracción, pero las preocupaciones sobre la precisión de la información y la logística de un asalto disuadieron a los EE. UU. de tomar medidas. La información sobre el vehículo sospechoso se pasó al gobierno de Pakistán con una solicitud para supervisar una operación de rescate.
El 11 de octubre de 2017, las tropas paquistaníes se encontraron con el vehículo que transportaba a la familia en el valle de Kurram, Pakistán, disparando a los neumáticos y rescatándolos. La familia estaba retenida en el maletero cerrado con llave. En el tiroteo resultante, algunos de los captores murieron mientras que otros lograron huir. Boyle también resultó herido de metralla. Luego, la familia fue transportada a Islamabad antes de viajar de regreso a Estados Unidos a través del Reino Unido. 
Después de su rescate, la familia se quedó con los padres de Boyle en Smiths Falls, Ontario, antes de mudarse a Ottawa.

## Después del secuestro
Poco después, en diciembre de 2017 Coleman huyó del hogar conyugal con sus hijos y su marido la denunció, siendo arrestada. Después de varios meses de prisión, regresaría con sus hijos a Pensilvania con sus padres. Acusó a Boyle de violencia doméstica y confinamiento forzado, afirmando que tal abuso había empezado durante su cautiverio, durante el cual era él quien la golpeaba y violaba. En una entrevista en el programa Nigthline de ABC News, afirmó que Boyle era un simpatizante de los talibanes y que la obligó a acompañarle a Afganistán. Tras la liberación, Boyle dio diversos motivos para su viaje. En la entrevista de él en ABC News, Boyle lo negó todo.
Debido a la gran atención mediática centrada en su rescate y las acusaciones posteriores de Coleman, el juicio de Boyle en 2019 fue el de más alto perfil en los últimos años en Canadá.
Se señalaron las consecuencias psicológicas que ambos sufrían tras su terrible experiencia y que Coleman padecía ansiedad y pérdidas de memoria. Finalmente, Boyle fue absuelto de todos los cargos.